# آيت باعمران (أوناغة)
آيت باعمران هي إحدى مشيخات المملكة المغربية، تتبع جغرافيا لإقليم الصويرة وإداريًا لأوناغة. يقدر عدد سكانها بـ 12586 نسمة حسب الإحصاء الرسمي للسكان والسكنى لسنة 2004.